# Sabine Timmermann
Sabine Timmermann (* 20. Jahrhundert) ist eine deutsche Filmproduzentin.

## Leben
Sabine Timmermann studierte Germanistik und Soziologie und absolvierte eine Lehre als Verlagsbuchhändlerin beim Konkret Literatur Verlag in Hamburg. 1995 kam sie als Produzentin zu Studio Hamburg zur Letterbox Filmproduktion. Sie ist im Bereich der Fernsehfilme tätig.

## Filmografie (Auswahl)
- 1998: Die Unschuld der Krähen
- 1999: Der Hurenstreik – Eine Liebe auf St. Pauli
- 2000: Krieger und Liebhaber
- 2001: Babykram ist Männersache
- 2003: Königskinder
- 2005: Liebe wie am ersten Tag
- 2006: Nette Nachbarn küsst man nicht
- 2008: Hurenkinder
- 2008: Annas Geheimnis
- 2009: Mama kommt!
- 2010–2016: Liebe am Fjord (Fernsehreihe, 8 Folgen)
- 2012: Die Schuld der Erben
- 2012: Familie Windscheidt – Der ganz normale Wahnsinn
- 2012–2013: Reiff für die Insel (Fernsehreihe, 2 Folgen)
- 2013: Der Tote im Eis
- 2014: Frauen verstehen
- 2014: Stille Nächte
- 2016: Die Hochzeit meiner Eltern
- 2016: Der Urbino-Krimi: Die Tote im Palazzo
- 2016: Der Urbino-Krimi: Mord im Olivenhain
- 2017: Zwei Bauern und kein Land
- 2020: Wer einmal stirbt, dem glaubt man nicht
- 2020: Der Liebhaber meiner Frau
- 2022: Tatort: Borowski und das hungrige Herz
- 2023: Tatort: Borowski und das unschuldige Kind von Wacken